# Calalzo di Cadore
Calalzo di Cadore ist eine Gemeinde mit 1838 Einwohnern (Stand 31. Dezember 2023) in der Provinz Belluno in der Region Venetien im Norden von Italien. Calalzo di Cadore liegt im Cadore, einer Tallandschaft in den südöstlichen Dolomiten unweit des Lago Calalzo. Der Ort liegt im Tal des Flusses Ansiei.

## Verkehr
Calalzo di Cadore ist Endstation der lokalen Eisenbahn von Belluno. Bis 1967 verlief die Eisenbahn von Calalzo weiter bis Toblach (Dolomitenbahn). Nach der Stilllegung wurde auf der Trasse ein Radwanderweg angelegt.

## Einzelnachweise

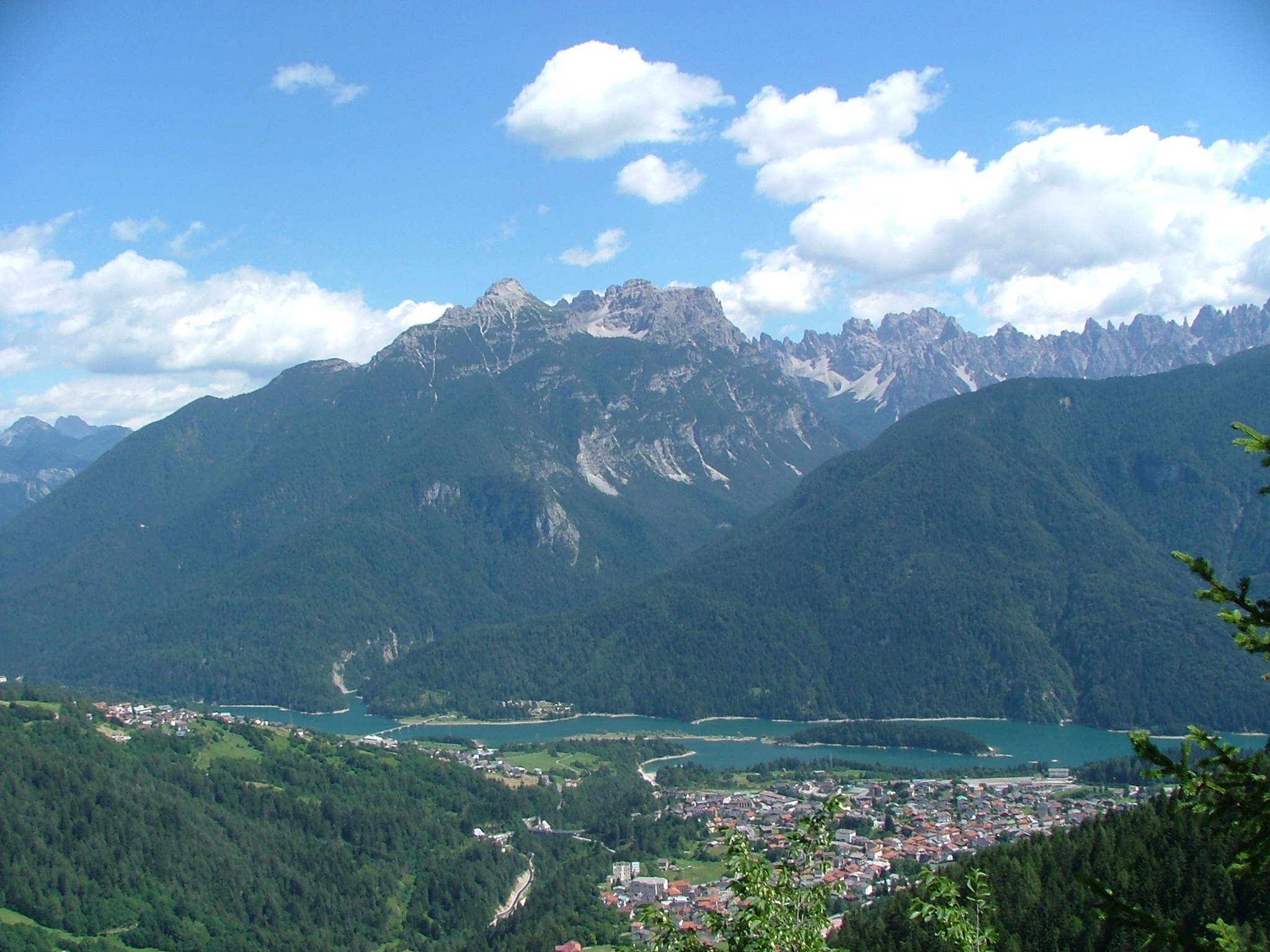
Panorama von Calalzo